# José Eusebio Colombres
José Eusebio Colombres (San Miguel de Tucumán, 6 de diciembre de 1778 - Salta, 11 de febrero de 1859) fue un político y obispo argentino. Fue diputado por Catamarca durante el Congreso de Tucumán en 1816. Era hijo de José Colombres y Thames, español, y de María Ignacia Córdoba, tucumana.

## Carrera política
Colombres nació en San Miguel de Tucumán en el seno de una influyente y antigua familia tucumana. Se convirtió pronto en clérigo, en agosto de 1803 y posteriormente Doctor en Ley con título de la Universidad de San Carlos en Córdoba.
Fue elegido como diputado por Catamarca para el Congreso de Tucumán, tras haber servido como clérigo en dicha provincia por varios años. 
Tras el proceso independentista, formó parte de la llamada Liga del Norte, lo que le valió tener que exiliarse tras la segunda asunción de Juan Manuel de Rosas como gobernador de Buenos Aires. Hasta 1852 permaneció en Tupiza, Potosí, Bolivia, volviendo en dicho año a Tucumán tras la caída del rosismo.
Luego de su regreso, en diciembre de 1858 fue nombrado obispo de la Diócesis de Salta, que no tenía obispo desde 1830, por nominación del presidente Justo José de Urquiza. Como obispo impulsó la creación de una nueva Catedral de Salta, pero murió tan sólo dos meses después de haber asumido.
Sus restos yacen en la Catedral de San Miguel de Tucumán, aunque se encuentran reliquias en la Catedral de Salta.

## Su relación con la industria azucarera
Luego de la Independencia, Colombres regresó a Tucumán, donde además de tareas clericales desempeñó un importante papel como impulsor de la industria azucarera en dicha provincia. Tal es así, que en 1821, inauguró una extensa plantación en tierras propias, importando maquinarias extranjeras y nuevas técnicas, como los molinos.
En la actualidad, la industria de caña de azúcar sigue siendo la mayor producción en Tucumán. La casa de Colombres en el Parque 9 de Julio es ahora un Museo de la Industria Azucarera y Monumento Histórico Nacional. El lugar donde nació es ahora un Museo de Folklore.
La Escuela Técnica Número 2 Obispo Colombres lleva su nombre; también llevan su nombre varias calles, y una avenida en la ciudad de Lomas de Zamora.